# 勝南郡
- 令制国一覧 > 山陽道 > 美作国 > 勝南郡
- 日本 > 中国地方 > 岡山県 > 勝南郡

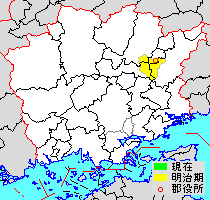
岡山県勝南郡の位置

勝南郡（しょうなんぐん）は、1900年まで岡山県（美作国）にあった郡。

## 郡域
1878年（明治11年）に行政区画として発足した当時の郡域は、下記の区域にあたる。
- 津山市の一部（吉井川、加茂川以東のうち河辺、新田、池ケ原以南）
- 美作市の一部（吉野川、梶並川以西のうち和田以南）
- 勝田郡勝央町の一部（福吉、勝間田、岡以南および太平台の一部）
- 久米郡美咲町の一部（吉井川以東）

## 歴史
中世に勝田郡が勝南郡・勝北郡に分割されて成立。西部（河辺地区周辺）に美作国の国分寺・国分尼寺があった。郡衙の位置は勝田郷（勝田郡勝央町中心部）と推定されている。寛文元年（1661年）から元禄11年（1698年）までは勝田南郡を称した。

### 近世以降の沿革
- 「旧高旧領取調帳」に記載されている明治初年時点での支配は以下の通り。中原分は2ヶ所に存在。（79村）

| 知行   | 知行       | 村数 | 村名 |
| ------ | ---------- | ---- | --- |
| 幕府領 | 龍野藩預地 | 31村 | 王子村、高下村、金屎村、位田村、安蘇村、城田村、中河内村、下山村、鳥淵村、青野村、宮山村、馬伏村、堂尾村、安井村、倉見村、上間村、長内村、行信村、松尾村、藤田下村、藤田上村、惣田村、休石村、柵原村、下谷村、連石村、書副村、羽仁村、和田村、吉村、上相村 |
| 藩領   | 美作津山藩 | 45村 | 中山村、入田村、明見村、周佐村、百々村、吉留村、重藤分、塩気村、岩見田村、稲穂村、殿所村、則平村、青木村、下大谷村、奥大谷村、北坂村、湯郷村、吉ヶ原村、飯岡村、河辺村、井口分、日上村、国分寺村、瓜生原村上分、瓜生原村下分、西吉田村、新田村、福力村、里金井村、金井村、中原分、中原分、池ヶ原村東分、池ヶ原村西分、福吉村、黒坂村、為本村、畑屋村、勝間田村、岡村、東吉田村、黒土村、小矢田村、中尾村、下香山村 |
| 藩領   | 上野沼田藩 | 3村  | 原村、北山村西分、北山村東分 |

- 慶應4年（1868年）5月 - 龍野藩預地が鶴田藩領となる。
- 明治4年
  - 7月14日（1871年8月29日） - 廃藩置県により、鶴田県、津山県、沼田県の管轄となる。
  - 11月15日（1871年12月26日） - 第1次府県統合により、全域が北条県の管轄となる。
- 明治5年（1872年）（69村）
  - 瓜生原村上分・瓜生原村下分が合併して瓜生原村となる。
  - 池ヶ原村東分・池ヶ原村西分が合併して池ヶ原村となる。
  - 北山村西分・北山村東分が合併して北山村となる。
  - 馬伏村が宮山村に、倉見村が安井村に、重藤分が吉留村に、井口分が河辺村に、里金井村・中原分・中原分が金井村にそれぞれ合併。
  - 原村が改称して豊国原村となる。
- 明治9年（1876年）4月18日 - 第2次府県統合により岡山県の管轄となる。
- 明治11年（1878年）9月29日 - 郡区町村編制法の岡山県での施行により、行政区画としての勝南郡が発足。郡役所が勝間田村に設置。
- 明治14年（1881年） - 金井村の一部が分立して中原村となる。（70村）
- 明治16年（1883年） - 吉留村の一部が分立して重藤村となる。（71村）
- 明治22年（1889年）6月1日 - 町村制の施行により、以下の各村が発足。（10村）
  - 勝田村 ← 勝間田村、畑屋村、東吉田村、岡村、黒土村、小矢田村（現・勝田郡勝央町）
  - 豊国村 ← 北山村、豊国原村、上相村、中尾村、下香山村、和田村、吉村、明見村（現・美作市）
  - 湯郷村 ← 湯郷村、中山村、入田村、位田村、則平村、稲穂村、金屎村、北坂村、殿所村、青木村、奥大谷村、下大谷村、長内村（現・美作市）
  - 公文村 ← 安蘇村、下山村、鳥淵村、中河内村、城田村、青野村、岩見田村（現・美作市）
  - 飯岡村 ← 飯岡村、高下村、王子村、吉ヶ原村（現・久米郡美咲町）
  - 南和気村 ← 藤田上村、藤田下村、松尾村、惣田村、休石村、塩気村、吉留村、重藤村、柵原村、下谷村、連石村、上間村（現・久米郡美咲町）
  - 北和気村 ← 行信村、書副村、周佐村、羽仁村、百々村、安井村、宮山村（現・久米郡美咲町）
  - 高取村 ← 池ヶ原村、堂尾村（現・津山市）、福吉村、黒坂村、為本村（現・勝田郡勝央町）
  - 大崎村 ← 金井村、中原村、福力村、新田村、西吉田村（現・津山市）
  - 河辺村 ← 国分寺村、日上村、瓜生原村、河辺村（現・津山市）
- 明治24年（1891年）2月27日 - 勝田村が改称して勝間田村となる。
- 明治27年（1894年）4月1日 - 勝南郡と勝北郡の2郡役所が合併。勝北勝南郡役所を勝間田に設置。
- 明治33年（1900年）4月1日 - 郡制の施行により、勝北郡・勝南郡の区域をもって勝田郡が発足。同日勝南郡廃止。

## 行政
歴代郡長
| 代 | 氏名 | 就任年月日                | 退任年月日                | 備考 |
| -- | ---- | ------------------------- | ------------------------- | ---- |
| 1  |      | 明治11年（1878年）9月29日 |                           |      |
|    |      |                           | 明治27年（1894年）3月31日 | 廃官 |

勝北・勝南郡長
| 代 | 氏名 | 就任年月日               | 退任年月日                | 備考                           |
| -- | ---- | ------------------------ | ------------------------- | ------------------------------ |
| 1  |      | 明治27年（1894年）4月1日 |                           |                                |
|    |      |                          | 明治33年（1900年）3月31日 | 勝北郡との合併により勝南郡廃止 |